# Cucerirea spaniolă a Imperiului Aztec

Teritoriile aztece înainte de cucerirea spaniolă

Cucerirea spaniolă a imperiului Aztec a fost una dintre cele mai importante campanii de colonizare spaniolă a Americii. Invazia, în numele regelui Carol I al Spaniei a început în februarie 1519 și victoria spaniolă a fost proclamată la 13 august 1521 de către o coaliție armată de conchistadori spanioli și războinici Tlaxcalan conduși de Hernán Cortés și Xicotencatl cel Tânăr contra imperiului Aztec.
Cucerirea spaniolă a Mexicului 1519–1521 a dus la dispariția Imperiului Aztec și a însemnat începutul stăpânirii spaniole în America Centrală. Un element decisiv pentru victoria spaniolilor a fost armamentul superior, lipsa imunității populației indigene pentru bolile aduse de spanioli și exploatarea punctelor slabe ale statului aztec. Multe relatări despre cucerirea imperiului Aztec sunt de origine predominant spaniolă.
După cucerirea statului aztec, spaniolii au fondat viceregatul Noua Spanie (irreinato de Nueva España). Prin urmare, mulți coloniști din Spania s-au stabilit aici, în timp ce religia indigenă a fost înlocuită de creștinism și cultura locală a fost suprimată de către invadatori.